# Клајмакс (Џорџија)
Клајмакс (енгл. Climax) град је у америчкој савезној држави Џорџија. По попису становништва из 2010. у њему је живело 280 становника.

## Демографија
Према попису становништва из 2010. у граду је живело 280 становника, што је 17 (5,7%) становника мање него 2000. године.
| Група             | 2000.       | 2010.       |
| Белци             | 165 (55,6%) | 175 (62,5%) |
| Афроамериканци    | 122 (41,1%) | 99 (35,4%)  |
| Азијати           | 0 (0,0%)    | 1 (0,4%)    |
| Хиспаноамериканци | 10 (3,4%)   | 4 (1,4%)    |
| Укупно            | 297         | 280         |